# Transtorno de identidade de integridade corporal
Transtorno de identidade de integridade corporal (TIIC) é um distúrbio psicológico em que um indivíduo saudável sente que devia ter alguma deficiência. O transtorno não é medicamente reconhecido pela Associação Americana de Psiquiatria, no DSM-5. O TIIC está relacionado com xenomelia, "o sentimento opressivo de que um ou mais membros de um corpo não pertence a si mesmo".
O TIIC é tipicamente acompanhado por desejos de amputar membros saudáveis, além de incluir a obsessão por outras formas de deficiência, como no caso de uma mulher que intencionalmente cegou a si mesma com produtos de limpeza. O transtorno pode ser associado com apotemnofilia, a excitação sexual com base na imagem de si mesmo como um amputado. A causa do TIIC ainda é desconhecida. Uma hipótese afirma que ela resulta de uma falha neurológica na função de mapeamento corporal no interior do cérebro (localizado no lobo parietal direito).